# وسکوزویل (پنسیلوانیا)
وسکوزویل (به انگلیسی: Wescosville) یک منطقهٔ مسکونی در شهرستان له‌های، پنسیلوانیا واقع در ایالات متحده آمریکا است. وسکوزویل ۵٬۸۷۲ نفر جمعیت دارد.